# 曹声公
曹声公（？－前510年），亦称曹襄公, 姬姓，名野，為春秋諸侯國曹國君主之一，他為曹悼公弟弟，承襲曹悼公擔任該國君主，前514年上任，於前510年，被平公弟姬通弑杀，在位5年。